# اپسیلون کژدم
اپسیلون کژدم با نام بین‌المللی Larawag یک ستاره است که در صورت فلکی کژدم قرار دارد.